# Paule-Marie Carli
Pour les articles homonymes, voir Carli.
Paule-Marie Carli, née le 9 octobre 1939 à Alboussière (Ardèche) et morte le 13 mars 2024 à Pfäffikon (Suisse), est professeur honoraire d’hématologie de l’université de Bourgogne, praticien de biologie hématologique de l’hôpital du Bocage à Dijon (Côte-d'Or).
En 1980, elle crée le premier registre de cancer spécialisé en hématologie au monde.
Elle est chevalier de la Légion d’honneur et chevalier des Palmes académiques.

## Biographie
Paule-Marie Carli est née Loustalot d’une famille d’agriculteurs installés au Maroc. Elle passe son enfance à Mohammedia et commence en 1957 ses études à Rabat par le concours Physique-Chimie-Biologie (PCB). Elle épouse en 1965 le Dr Hervé Carli, gastro-entérologue. Elle a deux enfants : Bénédicte (juriste) et Félicien (architecte).
Elle obtient en 1968 son doctorat à l’université Paris-Diderot (actuellement université Paris-Cité). Après être reçue au concours de l’externat des hôpitaux de Paris en 1960, elle fait fonction d’interne à l’hôpital d’enfants San Salvadour à Hyères (Var) en 1963 puis en Biologie à l’hôpital de Créteil (Val-de-Marne) de 1966 à 1968.
Elle obtient le Certificat d’Études Spécialisées (CES) d’immunologie générale et appliquée en 1968, le CES d’hématologie en 1969 (Pr Jean Bernard et Pr Georges Flandrin), puis le Diplôme d’études Approfondies (DEA) de biologie moléculaire et cellulaire en 1986 (Pr Gérard Mack). En 1968, elle s’installe à Dijon (Côte-d'Or) avec son mari devenu interne des hôpitaux de Dijon.
Elle fait la connaissance du Pr Alfred Duzer avec lequel elle fonde en 1968 le premier laboratoire d’hématologie de Côte-d'Or. Ensemble, ils forment médecins, techniciens et secrétaires dans cette spécialité. Des consultations sont créées, tandis que sont assurés cours et travaux pratiques pour les étudiants en médecine et les futurs hématologistes inscrits au CES d’hématologie. Le laboratoire d’hématologie comptera jusqu’à six médecins, une cinquante de techniciens, quatre secrétaires et aides de laboratoire.
Paule-Marie Carli réussit en 1970 le concours de chef de travaux. Elle est nommée professeur au concours d’agrégation d’hématologie en 1985 (professeur de première classe en 2001). Elle est nommée chef de service de 1987 à 2005, puis consultante jusqu’en 2008.
Elle crée en 1980 à la faculté de Médecine de Dijon le Registre des Hémopathies Malignes de Côte-d'Or (RHEMCO),,,. Le RHEMCO enregistre depuis 1980 des patients touchés par cette maladie, leur lieu de résidence, la description détaillée du type de maladie hématologique, le suivi, les sources d’information, les antécédents médicaux, la date des dernières nouvelles et le statut vital. Le registre est labellisé par l’Institut national de la santé et de la recherche médicale (Inserm) et l’Institut de veille sanitaire (InVS) depuis 1989. Il fait partie de plusieurs institutions, au sein de France Classification Internationale des Maladies (FRANCIM) créée par le Pr Jean Faivre regroupant tous les registres labellisés généraux ou spécialisés en France, et est inclus au niveau international dans le Groupe d’épidémiologie de langue latine (GRELL) et l’Association internationale des registres du cancer (IARC). Ces organismes ont permis de nouveaux résultats épidémiologiques en particulier l’amélioration des classifications hématologiques.
En 1992, elle est membre de l’International Society of Hematology.
En 2000, elle est membre associé à l’IARC.
En 2000, Paule-Marie Carli démontre l’incidence des leucémies aiguës après les chimiothérapies des cancers du sein. Le risque de leucémie par la Novantrone (laboratoire Wyeth-Lederlé), à base de Mitoxantrone, conduit au retrait de ce médicament pour traiter les cancers du sein non métastatiques.
En 2008, elle est nommée aux Victoires de la médecine parmi les premières mondiales réalisées par des équipes françaises depuis la création des Centres Hospitaliers Universitaires (CHU) en 1958.
Ses travaux de recherche sont acceptés pour publication dans de nombreuses revues scientifiques et présentés dans une centaine de congrès internationaux. Elle participe à quatre-vingt-cinq publications internationales.
Le Pr Marc Maynadié lui succède en 2005 et prend la responsabilité du laboratoire d’hématologie. En 2008, il prend sa succession au RHEMCO.

## Décorations
- Chevalier de la Légion d'honneur (2005)[7]
- Chevalier de l'ordre des Palmes académiques (2005)

## Travaux scientifiques
Paule-Marie Carli crée le Registre des Hémopathies Malignes de Côte-d'Or (RHEMCO).
Premier créé dans le monde, ce registre décrit leurs caractéristiques,,,, celles de la leucémie lymphoïde chronique (LLC), des syndromes myéloprolifératifs, du myélome, de la maladie de Vaquez, des lymphomes non hodgkiniens, des myélodysplasies, des leucémies de l’enfant après Tchernobyl. Il renseigne sur la mortalité des cancers en France, l’épidémiologie et l’étiologie du lymphome non Hodgkinien, les survies en Europe des adultes porteurs d’une hémopathie maligne, l’épidémiologie de la gammapathie monoclonale, la suppression d’une chimiothérapie, la Novantrone (à base de Mitoxantrone) traitant le cancer du sein de la femme en démontrant qu’elle créait une augmentation de l’incidence et la mortalité en France sur une période, la survie des cancers en France par l’association des registres français du cancer (Francim).
Son travail aboutit à un rapport de 25 ans d’enregistrement des hémopathies myéloïdes du registre de Côte-d'Or.